# Astaena bahiana
Astaena bahiana är en skalbaggsart som beskrevs av Moser 1918. Astaena bahiana ingår i släktet Astaena och familjen Melolonthidae. Inga underarter finns listade.